# Paratonga truncaticeps
Paratonga truncaticeps är en insektsart som beskrevs av Schmidt 1910. Paratonga truncaticeps ingår i släktet Paratonga och familjen sköldstritar. Inga underarter finns listade i Catalogue of Life.